# Naxxar Lions FC
Naxxar Lions Football Club je malteški nogometni klub iz Naxxarja, ki igra v prvi malteški ligi. Ustanovljen je bil leta 1920, domači stadion kluba je Stadion Ta Qali,kier tudi igra svoje domače tekme reprezentanca Malte.

## Nekdanji znani igralci
- André da Silva
- Gabriel Zanini Buys Duarte
- Andy Blair
- Orosco Anonam
- Daniel Nwoke
- Boris Odwong
- Chris Okoh
- Digger Okonkwo
- Devon White
- Andy Gayle
- David Johnson
- Paul Sixsmith
- Paul Mariner
- Daniel Bogdanovic
- Matthew Borg
- Omar Borg
- Matthew Calascione
- Reuben Debono
- Michael Degiorgio
- Paul Fenech
- Sandro Gambin
- Ernest Barry
- Graham Bencini
- Mark Marlow
- Joe Sant Fournier
- Trevor Templeman
- Raymond Xuereb